# Agar endo

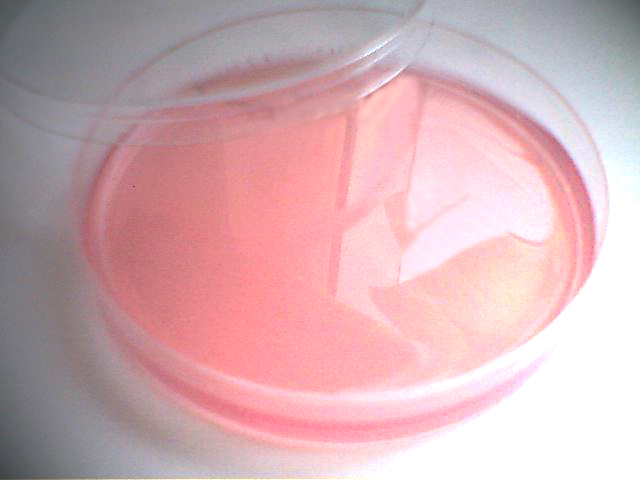
Agar endo.

El agar endo (también llamado medio endo) es un medio de cultivo microbiológico de color rosa pálido. Fue originalmente desarrollado para el aislamiento de Salmonella typhi, pero ahora es usado mayormente como un medio para coliformes. La mayoría de los organismos gram negativos crecen bien en este medio, mientras que otros organismos gram positivos son inhibidos. Los organismos coliformes fermentan la lactosa en este medio produciendo un color rojo (por ejemplo Escherichia coli) mientras que los no fermentadores de lactosa producen colonias claras y sin color, por ejemplo Salmonella sp.

## Composición típica
El agar endo típicamente contiene (en porcentaje peso/volumen):
- 1.0 % peptona
- 0.25 % fosfato dipotásico – ácido fosfórico (K2HPO4)
- 1.0 % lactosa
- 0.33 sulfito de sodio anhidro (Na2SO3)
- 0.03 % fucsina
- 1.25 % agar.